# Akademiepreis der Berlin-Brandenburgischen Akademie der Wissenschaften
Der Akademiepreis der Berlin-Brandenburgischen Akademie der Wissenschaften (kurz. Akademiepreis) ist ein Wissenschaftspreis, der von der Berlin-Brandenburgischen Akademie der Wissenschaften vergeben wird.
Mit dem Preis werden herausragende wissenschaftliche Leistungen auf den Gebieten der Geistes- und Sozialwissenschaften, der Mathematik und Naturwissenschaften, der Biowissenschaften und Medizin sowie der Technikwissenschaften ausgezeichnet.
Der Preis ist mit 50.000 Euro dotiert (Stand 2019). Er wurde zunächst jährlich vergeben und kann (Stand 2019) zweijährlich verliehen werden.

## Preisträger
| - 1996 – Marius Grundmann und Richard Nötzel - 1997 – David Vokrouhlický - 1998 – Thomas Kaufmann - 1999 – Franz-Ulrich Hartl - 2000 – Axel Meyer - 2001 – Achim von Keudell - 2002 – Albrecht Koschorke - 2003 – Jürgen Gauß - 2004 – Frédéric Merkt - 2005 – Michael Schön - 2006 – Heino Falcke - 2007 – Martin Haspelmath - 2008 – Miloš Vec - 2009 – Matthias Staudacher - 2010 – Michael Kramer - 2011 – Martin Mulsow - 2012 – Bernhard Schölkopf - 2013 – Helmut Cölfen - 2014 – Andreas Bausch - 2016 – Peter Scholze - 2018 – Hannah Monyer - 2020 – Peter R. Schreiner - 2022 – Johannes Krause - 2024 – Frank Bradke | - Thomas Kaufmann, Preisträger 1998 - Achim von Keudell, Preisträger 2001 - Heino Falcke, Preisträger 2006 - Michael Kramer, Preisträger 2010 - Martin Mulsow, Preisträger 2011 - Peter Scholze, Preisträger 2016 - Johannes Krause, Preisträger 2022 |